# Feralia
I Feralia erano festività dell'antica Roma dedicate ai morti; corrispondevano all'ultimo giorno dei Parentalia e vi avevano luogo cerimonie pubbliche con offerte e sacrifici ai Mani a nome di tutta la città.

## Riti e tradizioni
I Feralia erano antiche festività pubbliche romane che si celebravano ogni anno il 21 febbraio, come si ricava da una lettera di Cicerone ad Attico. Quel giorno segnava la fine dei Parentalia, un periodo di nove giorni (13-21 febbraio) in onore dei defunti. Come ricorda Ovidio nel secondo libro dei Fasti, il termine «Feralia» era etimologicamente legato all'usanza di "portare" (in lingua latina: fero) doni ai morti. Nei Feralia infatti i cittadini romani recavano offerte alle tombe dei propri antenati defunti che consistevano nella consegna, sopra un vaso di argilla, di ghirlande di fiori, spighe di grano, un pizzico di sale, pane imbevuto nel vino e viole sciolte; erano permesse anche offerte supplementari, ma i morti erano placati solo con le offerte rituali. Queste semplici offerte per i morti erano state introdotte nel Lazio forse da Enea, che aveva versato vino e violette sulla tomba di Anchise. Ovidio narra che una volta in cui i Romani  avevano trascurato di celebrare le Feralia perché impegnati in una guerra, gli spiriti dei defunti erano usciti dalle tombe, urlando e vagando per le strade rabbiosamente. Dopo questo episodio, erano stati prescritte cerimonie riparatrici e le orribili manifestazioni errano cessate. 
Nel giorno delle Feralia, che pure non era considerato nefasto, i templi rimanevano chiusi, i magistrati non potevano indossare la toga pretesta e non venivano celebrati matrimoni.